# Lindheim
Lindheim ist ein Ortsteil der Gemeinde Altenstadt im hessischen Wetteraukreis.

## Geographie
Lindheim liegt rund 30 km nordöstlich von Frankfurt am Main am Rande der Wetterau am Zusammenfluss zwischen Nidder und Seemenbach. Die letzten Basaltausläufer des Vogelsbergs, Glaubergs und des Enzheimer Köpfchens reichen bis an den Ort heran. Nach Frankfurt am Main sind es in südwestlicher Richtung ca. 25 km, nach Hanau in südlicher Richtung ca. 20 km und nach Gießen in nördlicher Richtung ca. 60 km.

## Geschichte

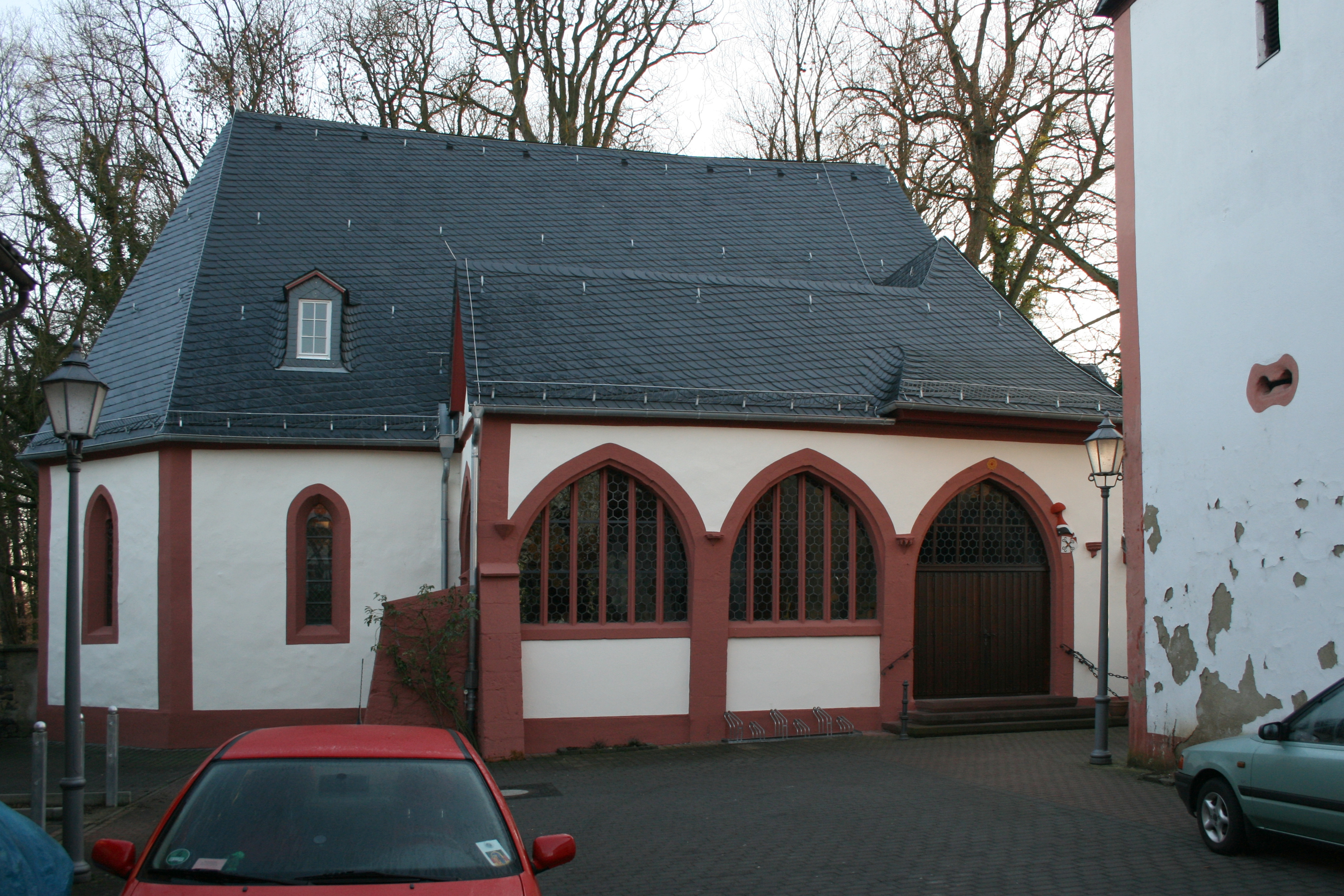
Kirche in Lindheim, rechts der Kirchturm mit Schlüsselscharten, das Kirchenschiff enthält Reste der Burg Lindheim.

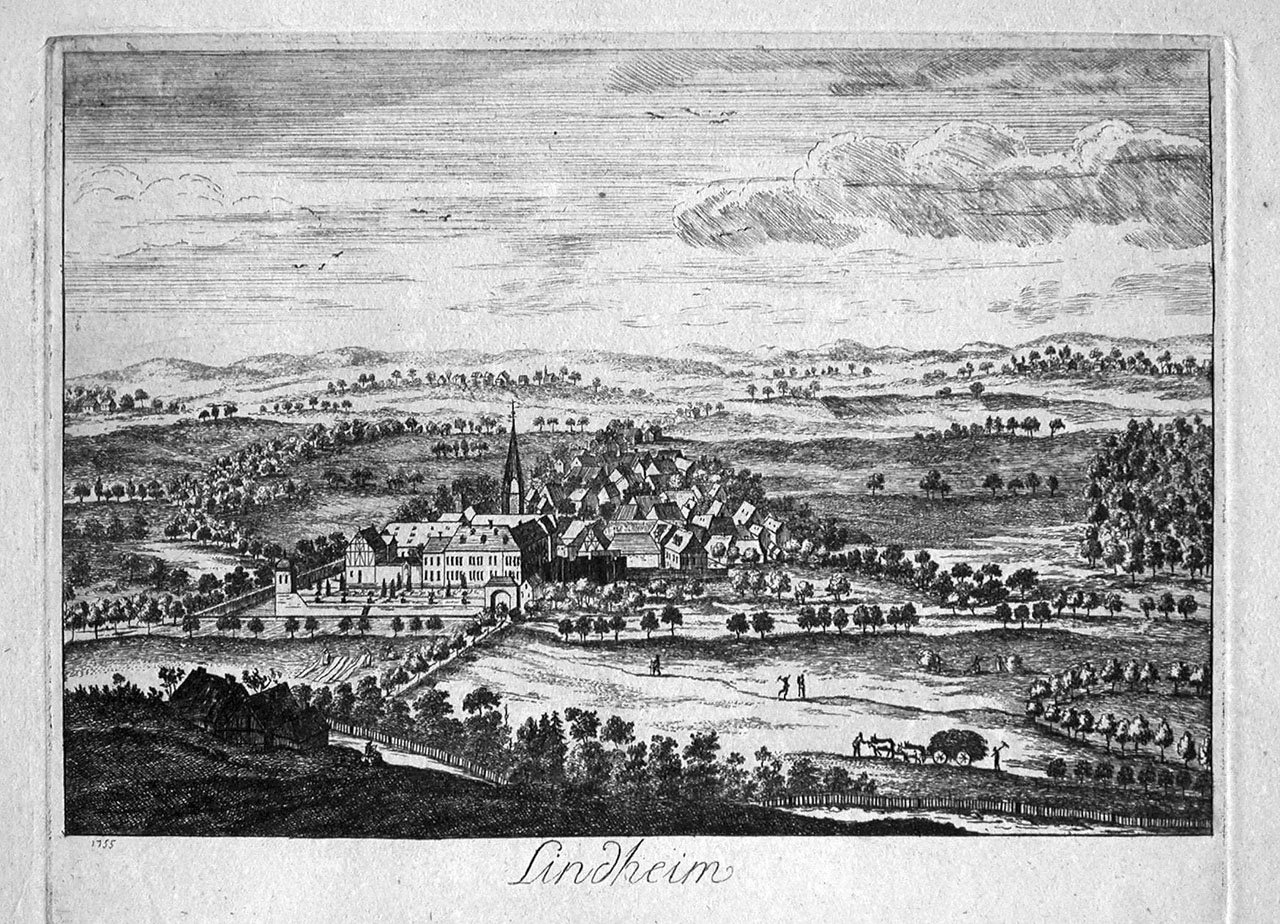
Schloss Lindheim von Osten, Kupferstich eines unbekannten Künstlers, 1755

### Ersterwähnung
Urkundlich wurde der Ort Lindheim erstmals am 20. März 930 als „Lintheim“ erwähnt. Wahrscheinlich wurde er aber schon im 7. Jahrhundert durch freie fränkische Bauern gegründet. Ortsnamen mit der Endung -heim verweisen auf eine Gründung des Ortes in der Zeit der Fränkischen Landnahme.:113 Am rechten Nidderufer gab es eine Wasserburg (Rundling), woher der Name des zentralen Dorfplatzes Alte Burg herrührt. Noch um 1840 waren Reste der Anlage zu sehen (siehe Burg Lindheim).
Am linken Nidderufer wurde Anfang des 14. Jahrhunderts Neu-Lindheim gegründet. Durch zwei Gräben, einen Wall und eine Steinmauer geschützt, sind nur noch zwei Türme von dieser Anlage erhalten, der Hexenturm und der von der Kirche getrennt stehende Kirchturm.

### Ganerbschaft
Von Beginn an hatte das neue Lindheim eine rechtliche Sonderstellung, da es ein reichsunmittelbares Freigericht war und damit als Stadt angesehen wurde. Regiert wurde der Ort als Ganerbschaft von Angehörigen ritterlicher Familien, den sogenannten Ganerben. Selbstständige Pfarrei wurde Lindheim ab 1358. Der heutige Kirchenbau entstand allerdings schon viel früher. Er diente ursprünglich als eine Art Versammlungsraum der Ganerben und galt viele Jahre als Rittersaal.
1415 wurde zum ersten Mal ein Lindheimer Bürgermeister genannt und ein Stadtsiegel erwähnt, das die gestufte Linde als Symbol trug.

### Raubrittertum der Ganerben
Im 15. Jahrhundert verarmte der ritterliche Adel und die Ganerben fingen an, die reichen Messekaufleute aus Frankfurt am Main zu überfallen. Die Stadt Frankfurt versuchte daraufhin in den Jahren 1470, 1485 und 1491, Lindheim zu zerstören, scheiterte allerdings an den Mauern des Ortes. Zweimal erreichte der römisch-deutsche Kaiser einen Friedensschluss. Die Macht des ritterlichen Adels endete allerdings erst im Jahr 1523, als Landgraf Philipp von Hessen den Führer des westdeutschen Adelsverbandes, Franz von Sickingen, besiegte. Dadurch wurden die Straßen in der Wetterau schließlich sicher.

### Reformation
Im 16. Jahrhundert schloss sich Lindheim der Reformation an. Ab 1562 waren hier offiziell evangelische Pfarrer tätig.
Vor dem Dreißigjährigen Krieg gab es zwischen 450 und 500 Einwohner. Es waren etwa 70 bürgerliche Familien, Angehörige der jüdischen Gemeinde, die zu den ältesten Judengemeinden in der Wetterau gehörte, und Mitglieder des Adels. Es gab sowohl katholische als auch evangelische Familien, so dass der Ort im Krieg von keiner Seite geschont wurde. Durch Brände wurde er 1623 und 1627 weitgehend zerstört. Im sogenannten „Hessenkrieg“ wurde Lindheim von hessen-darmstädtischen Truppen eingenommen und verwüstet, so dass der Ort im April 1645 fast keine Einwohner mehr hatte.

### Hexenverfolgung

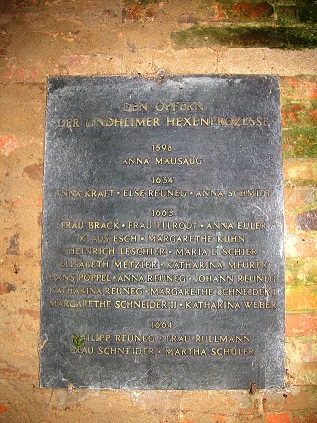
Altenstadt Lindheim Hexenturm: Namen der Opfer der Hexenprozesse

In Lindheim gab es in den Jahren 1663 und 1664 drei große Hexenprozesse, aber bereits 1598 wurde Anna Mausaug (Asmus) als vermeintliche Hexe verfolgt und wahrscheinlich hingerichtet. Treibende Kraft hinter den Verfahren der Jahre 1663 und 1664 war der Oberschultheiß von Lindheim, Georg Ludwig Geis. Insgesamt wurden damals 19 Menschen hingerichtet. Am renovierten Hexenturm erinnert eine Gedenktafel mit deren Namen an die Opfer.

### Kirche und Bildung in der Neuzeit
Nachdem die Kirche unter dem Dreißigjährigen Krieg sehr gelitten hatte, setzte eine Besinnung ein, in der das Gotteshaus restauriert und ausgeschmückt sowie 1670 eine neue Orgel angeschafft wurde. Ein Organist musste angestellt werden, der gleichzeitig die Lehrerstelle übernahm. Schon 1712 wurde ein neues Instrument erworben, das größer und besser war. Weitere Orgeln folgten 1802 und 1878. Die heutige sechste Orgel stammt aus dem Jahre 1973. Der Kirchturm erhielt 1764–1766 seine barocke Haube anstelle der alten gotischen Turmspitze.
Nachdem 1563 die erste Schule begründet worden war, verfügte diese im 18. Jahrhundert über zwei Schulgebäude, so dass eine weitere Lehrkraft nötig wurde. Auch die jüdische Gemeinde hatte eine Schule. 1788 kam eine besondere Mädchenschule hinzu, die als Vorläuferin der 1888 gegründeten Haushaltungsschule gelten kann.
1744 wurde das Seminarium Theologicum der Herrnhuter Brüdergemeine von Marienborn in das damals der Familie von Schrautenbach gehörende Lindheimer Schloss verlegt.

### Neuere Geschichte
1806 befand sich Lindheim im Besitz der Familie von Specht. In diesem Jahr fiel Lindheim durch die Rheinbundakte an das Großherzogtum Hessen (Hessen-Darmstadt), das den Ort in das Fürstentum Oberhessen (ab 1816: Provinz Oberhessen) eingliederte. Das Patrimonialgericht Lindheim der Familie von Specht bestand aber zunächst fort.
1821 führte das Großherzogtum eine Verwaltungsreform durch. Mit ihr wurde auch auf unterer Ebene die Trennung der Rechtsprechung von der Verwaltung vollzogen. Für die Verwaltung wurden Landratsbezirke geschaffen, für die erstinstanzliche Rechtsprechung Landgerichte. Lindheim wurde in den Landratsbezirk Vilbel eingegliedert und 1823 das Patrimonialgericht beseitigt, als der Freiherr von Venningen, damals dessen Inhaber, es an den Staat abtrat. Hinsichtlich der Rechtsprechung war Lindheim nun dem Landgericht Großkarben zugeordnet.
Ende des 19. Jahrhunderts dehnte sich der Ort entlang der Straße nach Altenstadt immer mehr aus und erreichte die alte Siedlungsstätte wieder, die im 14. Jahrhundert verlassen worden war.
Der technische Fortschritt hielt auch in Lindheim Einzug:
- 1893: Wasserleitung
- 1905: Eisenbahnstrecke Heldenbergen–Stockheim
- 1913: Öffentliche Elektrizitätsversorgung
- 1929: Kanalisation

Das Lindheimer Schloss brannte 1928 bis auf die Grundmauern nieder, da die Feuerwehr damals keine Möglichkeiten besaß, den Brand zu löschen.
Im Dritten Reich wurde auch Lindheim von den Nationalsozialisten beherrscht. Die jüdische Gemeinde löste sich auf, und nur noch ein Judenfriedhof zwischen Lindheim und Heegheim erinnert an die lange Tradition der jüdischen Gemeinde.
Nach dem Zusammenbruch des Dritten Reiches erhielten wieder die Sozialdemokraten die Mehrheit.
Hessische Gebietsreform (1970–1977)
Im Zuge der Gebietsreform in Hessen wurde zum 31. Oktober 1971 die bis dahin selbständige Gemeinde Lindheim auf freiwilliger Basis als Ortsteil in die Gemeinde Altenstadt eingegliedert.
Für Lindheim wurde ein Ortsbezirk gebildet.

### Verwaltungsgeschichte im Überblick
Die folgende Liste zeigt die Staaten und Verwaltungseinheiten, denen Lindheim angehört(e):

- 767: Frankenreich, Wettereiba (in pago Wettereiba)
- vor 1806: Heiliges Römisches Reich, Freiherr Specht von Bubenheim
- ab 1806: Großherzogtum Hessen (Souveränitätslande), Fürstentum Oberhessen, Amt Altenstadt, (Freiherrlich von Venningscher Ort)
- ab 1815: Großherzogtum Hessen (Souveränitätslande), Provinz Oberhessen, Amt Altenstadt, Patrimonialgericht Lindheim[16] (Freiherrlich von Venningscher Ort)
- ab 1821: Großherzogtum Hessen, Provinz Oberhessen, Landratsbezirk Vilbel[17][Anm. 2]
- ab 1832: Großherzogtum Hessen, Provinz Oberhessen, Kreis Nidda
- ab 1848: Großherzogtum Hessen, Regierungsbezirk Nidda
- ab 1852: Großherzogtum Hessen, Provinz Oberhessen, Kreis Büdingen
- ab 1867: Norddeutscher Bund, Großherzogtum Hessen, Provinz Oberhessen, Kreis Vilbel
- ab 1871: Deutsches Reich, Großherzogtum Hessen, Provinz Oberhessen, Kreis Büdingen
- ab 1918: Deutsches Reich, Volksstaat Hessen, Provinz Oberhessen, Kreis Büdingen
- ab 1938: Deutsches Reich, Volksstaat Hessen, Kreis Büdingen
- ab 1945: Deutsches Reich, Amerikanische Besatzungszone, Groß-Hessen, Regierungsbezirk Darmstadt, Kreis Büdingen
- ab 1946: Deutsches Reich, Amerikanische Besatzungszone, Hessen, Regierungsbezirk Darmstadt, Kreis Büdingen
- ab 1949: Bundesrepublik Deutschland, Hessen, Regierungsbezirk Darmstadt, Kreis Büdingen
- ab 1972: Bundesrepublik Deutschland, Hessen, Regierungsbezirk Darmstadt, Wetteraukreis, Gemeinde Altenstadt

## Bevölkerung

### Einwohnerstruktur 2011
Nach den Erhebungen des Zensus 2011 lebten am Stichtag dem 9. Mai 2011 in Lindheim 1752 Einwohner. Darunter waren 105 (6,0 %) Ausländer.
Nach dem Lebensalter waren 339 Einwohner unter 18 Jahren, 768 waren zwischen 18 und 49, 375 zwischen 50 und 64 und 267 Einwohner waren älter.
Die Einwohner lebten in 759 Haushalten. Davon waren 228 Singlehaushalte, 207 Paare ohne Kinder und 240 Paare mit Kindern, sowie 75 Alleinerziehende und zwölf Wohngemeinschaften. In 123 Haushalten lebten ausschließlich Senioren und in 552 Haushaltungen lebten keine Senioren.

### Einwohnerentwicklung
Die Einwohnerzahl stieg von ca. 630 im Jahr 1910 auf rund 1800. Nach dem Zweiten Weltkrieg kamen viele Flüchtlinge aus den ehemaligen Ostgebieten, die in Lindheim eine neue Heimat fanden.
| Heegheim: Einwohnerzahlen von 1834 bis 2021 | Heegheim: Einwohnerzahlen von 1834 bis 2021 | Heegheim: Einwohnerzahlen von 1834 bis 2021 | Heegheim: Einwohnerzahlen von 1834 bis 2021 | Heegheim: Einwohnerzahlen von 1834 bis 2021 |
| --- | ------------------------------------------- | ------------------------------------------- | ------------------------------------------- | ------------------------------------------- |
| Jahr |                                             |                                             |                                             | Einwohner                                   |
| 1834 | 1834                                        |                                             | 796                                         | 796                                         |
| 1840 | 1840                                        |                                             | 825                                         | 825                                         |
| 1846 | 1846                                        |                                             | 852                                         | 852                                         |
| 1852 | 1852                                        |                                             | 817                                         | 817                                         |
| 1858 | 1858                                        |                                             | 718                                         | 718                                         |
| 1864 | 1864                                        |                                             | 688                                         | 688                                         |
| 1871 | 1871                                        |                                             | 683                                         | 683                                         |
| 1875 | 1875                                        |                                             | 632                                         | 632                                         |
| 1885 | 1885                                        |                                             | 641                                         | 641                                         |
| 1895 | 1895                                        |                                             | 662                                         | 662                                         |
| 1905 | 1905                                        |                                             | 693                                         | 693                                         |
| 1910 | 1910                                        |                                             | 630                                         | 630                                         |
| 1925 | 1925                                        |                                             | 728                                         | 728                                         |
| 1939 | 1939                                        |                                             | 674                                         | 674                                         |
| 1946 | 1946                                        |                                             | 976                                         | 976                                         |
| 1950 | 1950                                        |                                             | 998                                         | 998                                         |
| 1956 | 1956                                        |                                             | 981                                         | 981                                         |
| 1961 | 1961                                        |                                             | 1.031                                       | 1.031                                       |
| 1967 | 1967                                        |                                             | 1.313                                       | 1.313                                       |
| 1970 | 1970                                        |                                             | 1.352                                       | 1.352                                       |
| 1980 | 1980                                        |                                             | ?                                           | ?                                           |
| 1990 | 1990                                        |                                             | ?                                           | ?                                           |
| 2000 | 2000                                        |                                             | ?                                           | ?                                           |
| 2005 | 2005                                        |                                             | 1.834                                       | 1.834                                       |
| 2010 | 2010                                        |                                             | 1.874                                       | 1.874                                       |
| 2011 | 2011                                        |                                             | 1.752                                       | 1.752                                       |
| 2015 | 2015                                        |                                             | 1.844                                       | 1.844                                       |
| 2018 | 2018                                        |                                             | 1.953                                       | 1.953                                       |
| 2021 | 2021                                        |                                             | 1.917                                       | 1.917                                       |
| Datenquelle: Historisches Gemeindeverzeichnis für Hessen: Die Bevölkerung der Gemeinden 1834 bis 1967. Wiesbaden: Hessisches Statistisches Landesamt, 1968. Weitere Quellen: LAGIS; Gemeinde Altenstadt; Zensus 2011 |                                             |                                             |                                             |                                             |

### Historische Religionszugehörigkeit
| • 1961: | 839 evangelische (81,37 %), 174 katholische (16,88 %) Einwohner |

## Politik

### Ortsbeirat
Für Lindheim besteht ein Ortsbezirk (Gebiete der ehemaligen Gemeinden Lindheim und Enzheim) mit Ortsbeirat und Ortsvorsteher nach der Hessischen Gemeindeordnung.
Der Ortsbeirat besteht aus neun Mitgliedern. Bei den Kommunalwahlen in Hessen 2021 betrug die Wahlbeteiligung zum Ortsbeirat 55,5 %. Dabei wurden gewählt: vier Mitglieder der CDU, je zwei Mitglieder der SPD und der „Freien Wählergemeinschaft Altenstadt“ (FWG) und ein Mitglied der FDP. Der Ortsbeirat wählte Sabine Lipp (CDU) zur Ortsvorsteherin.

### Wappen
Am 10. November 1967 wurde der Gemeinde Lindheim im damaligen Landkreis Büdingen ein Wappen mit folgender Blasonierung verliehen: „In Silber über einer beiderseits mit einem Turm abschließenden roten Zinnenmauer eine gestufte grüne Linde.“

## Kulturdenkmäler
Siehe: Liste der Kulturdenkmäler in Lindheim

## Vulkanradweg
Der Vulkanradweg beginnt in Höchst und führt über Altenstadt, Lindheim und Enzheim weiter über die ehemalige Bahnstrecke von Stockheim nach Lauterbach (Hessen). Heute ist der Vulkanradweg ein Teil des BahnRadwegs Hessen, der auf ehemaligen Bahntrassen ca. 250 km durch den Vogelsberg und die Rhön führt.

## Persönlichkeiten
Um 1800 machten zwei Pfarrer aus Lindheim von sich reden: Vater und Sohn Horst. Als Kenner der orientalischen Sprachen und Verfasser einer Anzahl lateinischer und hebräischer Abhandlungen erhielt Kaspar Horst nie die erhoffte Professur an der Gießener Landesuniversität. Erst seinem Sohn und Nachfolger Georg Konrad Horst, ab 1788 im Pfarramt, wurde im Jahre 1824 die Ehrendoktorwürde der Theologie an der Universität Gießen verliehen. 1817 verließ er die Pfarrstelle, um sich intensiver seiner wissenschaftlichen Arbeit zu widmen. Unter seinen zahlreichen Schriften ist insbesondere seine zweibändige Dämonomagie von 1817/18 zu erwähnen, der als Anhang eine Geschichte des Lindheimer Hexenturmes und der dortigen Hexenprozesse beigegeben ist.
Ein weiterer Lindheimer Schriftsteller war Rudolf Oeser, der von 1835 bis 1859 als Pfarrer in Lindheim tätig war und an den eine Gedenktafel am Pfarrhaus von Lindheim  erinnert. Unter dem Pseudonym O. Glaubrecht (Oeser, glaube recht!) veröffentlichte er 1842 die volkstümliche Erzählung Die Schreckensjahre von Lindheim, in der er die Forschungen von Horst mit eigenen Erfahrungen verband. In Das Volk und seine Treiber (1859) stellte er die Geschichte eines Lindheimer Bauernhofes dar und beschrieb den Einfluss, den eine Judenfamilie darauf gewann. Dieses Buch gab dem Antisemitismus in der ländlichen Bevölkerung erheblichen Auftrieb.
Aber auch ein Bekämpfer des Antisemitismus lebte im 19. Jahrhundert in Lindheim: Leopold von Sacher-Masoch. Durch seine zweite Frau Hulda Meister wurde Lindheim zu seiner Heimat. Er führte den Antisemitismus in erster Linie auf die Unwissenheit der Menschen zurück, weshalb er 1893 den Oberhessischen Verein für Volksbildung gründete. Er starb 1895, so dass sein Vorhaben nicht zu Ende geführt werden konnte. Sacher-Masoch erhielt eine Feuerbestattung; die Urne mit seiner Asche ging 1928 im Brandschutt des Schlosses von Lindheim verloren. Wegen seiner pessimistischen Werke prägte der Psychiater Krafft-Ebing den Begriff Masochismus.
Karl Ernst Demandt brachte 1981 die Schreckensjahre von Oeser neu heraus und stellte in seiner Lindheimer Chronik die Geschichte dieses Ortes lebendig dar. Als Oberarchivrat am Hessischen Staatsarchiv Marburg gab er auch mehrere Grundlagenwerke zur Geschichte Hessens heraus. Demandt wurde 1988 Ehrenbürger der Gemeinde.
Der großherzoglich-hessische Landtagsabgeordnete Richard Westernacher (Nationalliberale Partei) starb in Lindheim und der hessische Landtagsabgeordnete Richard Westernacher (CDU) wurde dort geboren und verstarb in Lindheim.